# Rotenhäusler
Rotenhäusler ist eine Einöde des Gemeindeteils Haidgau von Bad Wurzach.

## Lage

### Örtliche Einordnung
Die Einöde Rotenhäusler liegt auf der Gemarkung Haidgau, die zur Stadt Bad Wurzach gehört. Sie befindet sich gut einen Kilometer östlich der Einöde Öhrlis, rund 400 Meter südlich des Hochbehälters der Ortschaft Haidgau (auf halber Strecke nach St. Sebastian) und ungefähr 550 Meter nordöstlich der Einöde Schuhjoggens. Die Landesstraße L 300, die Haisterkirch über den Haisterkircher Rücken und Haidgau verbindet, verläuft etwa einen Kilometer südwestlich von Rotenhäusler. Die Einöde liegt gut einen Kilometer nördlich der Ortschaft Haidgau, knapp zwei Kilometer südwestlich des Aussichtspunkts Grabener Höhe und jeweils gut fünf Kilometer von den Stadtzentren von Bad Wurzach und von Bad Waldsee entfernt. In Bezug auf umliegende Orte liegt Rotenhäusler etwa zwei Kilometer südöstlich der Ortschaft Osterhofen.

### Geographische Lage
Geographisch betrachtet befindet sich Rotenhäusler auf dem Haisterkircher Rücken, nur wenig östlich der Europäischen Hauptwasserscheide, und ist vollständig von Wald umgeben. Direkt am Südrand des Ortes verläuft der Kramersgraben, dessen Quelle etwa 150 Meter westlich liegt. Rotenhäusler liegt auf den Riß-Aitrach-Platten, einem Teil der Donau-Iller-Lech-Platte. Die Grenze zum Oberschwäbischen Hügelland, das zum Voralpinen Hügel- und Moorland zählt, verläuft lediglich gut zwei Kilometer westlich des Ortes.

## Verkehrsanbindung
Rotenhäusler liegt abseits asphaltierter Straßen ausschließlich über geschotterte Waldwege erreichbar.

### Von Haidgau kommend
In Haidgau folgt man von der Kirche aus der Straße in Richtung St. Sebastian und passiert die Einöde Göglers. Der Weg führt den Haisterkircher Rücken hinauf. Am südlichen Waldrand folgt man dem asphaltierten Weg bis zur Höhe der Einöde Winterbrandhof. Hier endet der Asphalt, und man hält sich nordwärts, am Waldrand entlang. Nach etwa 350 Metern biegt man in den Wald ab und folgt dem Weg direkt nach Rotenhäusler.

### Von Haisterkirch kommend
Von Haisterkirch aus fährt man die L 300 den Haisterkircher Rücken hinauf. Auf der Anhöhe zweigt man nach Nordosten ab und erreicht über Gores den Winterbrandhof. Dort erfolgt eine scharfe Kehre nach Nordwesten. Ab hier folgt man dem geschotterten Waldweg nach Rotenhäusler, wie er auch von Haidgau genutzt wird. Diese Strecke ist aufgrund des Verkehrs nicht für Fahrräder geeignet und im Winter oft für LKW gesperrt.

### Alternative von Haisterkirch kommend
Man durchfährt den Ortskern von Haisterkirch und passiert die Kirche St. Johannes Baptist. Anschließend folgt man dem Kreuzweg Haisterkirch. Ab dem Waldanfang beziehungsweise dem Hochbehälter Haisterkirch führt ein geschotterter Weg bis nach St. Sebastian. Bei der Kapelle St. Sebastian biegt man nach Südosten ab, fährt am Hochbehälter Haidgau vorbei und hält sich geradeaus, um Rotenhäusler zu erreichen.

### Von Wengen kommend
Im Weiler Wengen biegt man nach Süden ab, durchfährt einen Hof und folgt dem gekiesten Weg immer geradeaus, ohne abzubiegen. Dieser Weg nach Rotenhäusler ist komplett geschottert und ohne Asphalt.

### Öffentliche Verkehrsmittel
Rotenhäusler ist nicht an das öffentliche Nahverkehrsnetz angebunden. Es bestehen keine Bus- oder Bahnverbindungen. Der nächstgelegene Flughafen ist der Flughafen Memmingen, der etwa 32 Kilometer entfernt liegt. Aufgrund der topografischen Gegebenheiten und der dichten Bewaldung um Rotenhäusler existiert keine Möglichkeit zur Landung von Hubschraubern.

## KRITIS

### Internet und Telefon in Rotenhäusler

#### Festnetz-Breitband
Die Festnetz-Breitbandverfügbarkeit in Rotenhäusler ist laut Breitbandatlas sehr gering und liegt bei lediglich 0 bis 10 Prozent der Haushalte.

#### Mobilfunknetz
Die Mobilfunknetzabdeckung in Rotenhäusler ist unterschiedlich ausgeprägt:
- Telefónica: Nur 2G-Verfügbarkeit.
- Telekom: Verfügbarkeit von 2G, LTE (4G) und 5G (DSS).
- Vodafone: Verfügbarkeit von 2G und LTE (4G).[5]

### Trinkwasserversorgung
Die Trinkwasserversorgung von Rotenhäusler wird durch den etwa 400 Meter nördlich gelegenen Hochbehälter Haidgau sichergestellt. Eine der Hauptwasserleitungen, die in Richtung Haidgau verläuft, passiert Rotenhäusler in unmittelbarer Nähe und gewährleistet so die Versorgung.

### Erneuerbare Energie
Mit Ausnahme eines kleinen Nebengebäudes tragen alle Gebäude in Rotenhäusler Solaranlagen auf ihren Dächern.